# Cúp bóng đá châu Á 1984
Cúp bóng đá châu Á 1984 là Cúp bóng đá châu Á lần thứ tám. Vòng chung kết giải được tổ chức tại Singapore từ 1 đến 16 tháng 12 năm 1984, gồm 10 đội. Ả Rập Saudi giành chức vô địch đầu tiên sau khi thắng Trung Quốc 2-0 ở trận chung kết.

## Vòng loại
Có tất cả 19 đội tuyển tham gia vòng loại, chia làm 4 bảng, chọn 2 đội đầu bảng vào đá vòng chung kết với chủ nhà Singapore và đương kim vô địch Kuwait.

## Vòng chung kết
Vòng chung kết được tổ chức từ 15 đến 30 tháng 9, thi đấu trên một sân duy nhất là Sân vận động Quốc gia Singapore ở khu Kallang. 10 đội tuyển tham dự chia làm 2 bảng 5 đội, chọn mỗi bảng 2 đội vào bán kết đấu loại trực tiếp để chọn ra nhà vô địch.

### Các đội tham dự
- Singapore (chủ nhà)
- Kuwait (đương kim vô địch)
- Trung Quốc
- Ấn Độ
- Iran
- Qatar
- Ả Rập Xê Út
- Hàn Quốc
- Syria
- UAE

## Sân vận động
| Kallang | Kallang               |
| ------- | --------------------- |
| Kallang | Sân vận động Quốc gia |
| Kallang | Sức chứa: 55.000      |
| Kallang |                       |

## Vòng bảng
Giờ thi đấu tính theo giờ Singapore (UTC+8).

### Bảng A
| Đội         | Trận | Thắng | Hòa | Thua | BT | BB | HS | Điểm |
| ----------- | ---- | ----- | --- | ---- | -- | -- | -- | ---- |
| Ả Rập Xê Út | 4    | 2     | 2   | 0    | 4  | 2  | +2 | 6    |
| Kuwait      | 4    | 2     | 1   | 1    | 4  | 2  | +2 | 5    |
| Qatar       | 4    | 1     | 2   | 1    | 3  | 3  | 0  | 4    |
| Syria       | 4    | 1     | 1   | 2    | 3  | 5  | −2 | 3    |
| Hàn Quốc    | 4    | 0     | 2   | 2    | 1  | 3  | −2 | 2    |

| Qatar      | 1–1 | Syria            |
| ---------- | --- | ---------------- |
| Khalfan 7' |     | Anber 47' (l.n.) |

| Ả Rập Xê Út  | 1–1 | Hàn Quốc       |
| ------------ | --- | -------------- |
| Abdullah 90' |     | Lee Tae-Ho 51' |

| Kuwait                | 1–0 | Qatar |
| --------------------- | --- | ----- |
| Al-Rumaihi 52' (l.n.) |     |       |

| Syria | 0–1 | Ả Rập Xê Út |
| ----- | --- | ----------- |
|       |     | Khalifa 66' |

| Hàn Quốc | 0–0 | Kuwait |
| -------- | --- | ------ |
|          |     |        |

| Syria      | 1–0 | Hàn Quốc |
| ---------- | --- | -------- |
| Hassan 12' |     |          |

| Qatar    | 1–1 | Ả Rập Xê Út    |
| -------- | --- | -------------- |
| Zaid 47' |     | Abduljawad 65' |

| Kuwait                                                  | 3–1 | Syria         |
| ------------------------------------------------------- | --- | ------------- |
| Mahrous 66' (l.n.) · Al-Dakhil 77' · A. Al-Buloushi 79' |     | Abu Al-Sel 5' |

| Hàn Quốc | 0–1 | Qatar      |
| -------- | --- | ---------- |
|          |     | Salman 69' |

| Kuwait | 0–1 | Ả Rập Xê Út   |
| ------ | --- | ------------- |
|        |     | Al-Jam'an 88' |

### Bảng B
| Đội        | Trận | Thắng | Hòa | Thua | BT | BB | HS | Điểm |
| ---------- | ---- | ----- | --- | ---- | -- | -- | -- | ---- |
| Trung Quốc | 4    | 3     | 0   | 1    | 10 | 2  | +8 | 6    |
| Iran       | 4    | 2     | 2   | 0    | 6  | 1  | +5 | 6    |
| UAE        | 4    | 2     | 0   | 2    | 3  | 8  | −5 | 4    |
| Singapore  | 4    | 1     | 1   | 2    | 3  | 4  | −1 | 3    |
| Ấn Độ      | 4    | 0     | 1   | 3    | 0  | 7  | −7 | 1    |

| Iran                                                            | 3–0 | UAE |
| --------------------------------------------------------------- | --- | --- |
| Alidousti 27' · Shahrokh Bayani 85' (ph.đ.) · Mohammadkhani 87' |     |     |

| Singapore           | 2–0 | Ấn Độ |
| ------------------- | --- | ----- |
| Awab 36' · Saad 81' |     |       |

| Iran                              | 2–0 | Trung Quốc |
| --------------------------------- | --- | ---------- |
| Mohammadkhani 57' · Arabshahi 69' |     |            |

| UAE                          | 2–0 | Ấn Độ |
| ---------------------------- | --- | ----- |
| Al-Talyani 81' · Khamees 88' |     |       |

| Singapore | 0–2 | Trung Quốc                         |
| --------- | --- | ---------------------------------- |
|           |     | Giả Tú Toàn 21' · Triệu Đạt Dụ 39' |

| Iran | 0–0 | Ấn Độ |
| ---- | --- | ----- |
|      |     |       |

| Singapore | 0–1 | UAE             |
| --------- | --- | --------------- |
|           |     | Abdulrahman 62' |

| Trung Quốc                                             | 3–0 | Ấn Độ |
| ------------------------------------------------------ | --- | ----- |
| Lâm Lê Phong 19' · Cố Quang Minh 59' · Giả Tú Toàn 79' |     |       |

| Singapore | 1–1 | Iran                        |
| --------- | --- | --------------------------- |
| Saad 61'  |     | Shahrokh Bayani 55' (ph.đ.) |

| Trung Quốc                                                                                     | 5–0 | UAE |
| ---------------------------------------------------------------------------------------------- | --- | --- |
| Dương Triệu Huy 12' · Giả Tú Toàn 20' · Tả Thư Sinh 36' · Triệu Đạt Dụ 52' · Cố Quang Minh 67' |     |     |

## Vòng đấu loại trực tiếp
|  | Bán kết                 | Bán kết    |                         |   | Chung kết | Chung kết |
|  |                         |            |                         |   |           |           |
|  | 13 tháng 12 – Singapore |            |                         |   |           |           |
|  |                         |            |                         |   |           |           |
|  | Ả Rập Xê Út (pen.)      | 1 (5)      |                         |   |           |           |
|  | Ả Rập Xê Út (pen.)      | 1 (5)      | 16 tháng 12 – Singapore |   |           |           |
|  | Iran                    | 1 (4)      |                         |   |           |           |
|  | Iran                    | 1 (4)      | Ả Rập Xê Út             | 2 |           |           |
|  | 14 tháng 12 – Singapore |            | Ả Rập Xê Út             | 2 |           |           |
|  |                         | Trung Quốc | 0                       |   |           |           |
|  | Trung Quốc (h.p.)       | Trung Quốc | 0                       | 1 |           |           |
|  | Trung Quốc (h.p.)       |            |                         | 1 |           |           |
|  | Kuwait                  | 0          |                         |   |           |           |
|  | Kuwait                  | 0          | Tranh hạng ba           |   |           |           |
|  |                         |            |                         |   |           |           |
|  | 16 tháng 12 – Singapore |            |                         |   |           |           |
|  |                         |            |                         |   |           |           |
|  | Iran                    | 1 (3)      |                         |   |           |           |
|  | Iran                    | 1 (3)      |                         |   |           |           |
|  | Kuwait (pen.)           | 1 (5)      |                         |   |           |           |

### Bán kết
| Ả Rập Xê Út                                                 | 1–1 (s.h.p.) | Iran                                                           |
| ----------------------------------------------------------- | ------------ | -------------------------------------------------------------- |
| Shahin Bayani 88' (l.n.)                                    |              | Shahrokh Bayani 43'                                            |
| Loạt sút luân lưu                                           |              |                                                                |
| Abdullah · Abduljawad · Nu'eimeh · Al-Jam'an · Al-Musaibeah | 5 – 4        | Hajiloo · Mokhtarifar · Derakhshan · Panjali · Shahrokh Bayani |

| Trung Quốc      | 1–0 (s.h.p.) | Kuwait |
| --------------- | ------------ | ------ |
| Lý Hoa Vân 108' |              |        |

### Tranh hạng ba
| Iran                                       | 1–1   | Kuwait                                                  |
| ------------------------------------------ | ----- | ------------------------------------------------------- |
| Mohammadkhani 80'                          |       | Al-Haddad 26'                                           |
| Loạt sút luân lưu                          |       |                                                         |
| Hajiloo · Derakhshan · Ahadi · Mokhtarifar | 3 – 5 | Al-Dakhil · Al-Suwayed · Juma'a · Al-Jasem · Al-Qabendi |

### Chung kết
| Ả Rập Xê Út                   | 2–0 | Trung Quốc |
| ----------------------------- | --- | ---------- |
| Al-Nafisah 10' · Abdullah 46' |     |            |

## Giải thưởng cá nhân
| Vua phá lưới                                     | Thủ môn xuất sắc nhất | Cầu thủ xuất sắc nhất | Cầu thủ ghi bàn sớm nhất | Đội đoạt giải phong cách |
| ------------------------------------------------ | --------------------- | --------------------- | ------------------------ | ------------------------ |
| Giả Tú Toàn Shahrokh Bayani Nasser Mohammadkhani | Abdullah Al-Deayea    | Giả Tú Toàn           | Walid Abu Al-Sel         | Trung Quốc               |

## Danh sách cầu thủ ghi bàn
3 bàn
| - Giả Tú Toàn | - Shahrokh Bayani | - Nasser Mohammadkhani |

2 bàn
| - Cố Quang Minh - Triệu Đạt Dụ | - Majed Abdullah | - Razali Saad |

1 bàn
| - Lý Hoa Vân - Lâm Lê Phong - Dương Triệu Huy - Tả Thư Sinh - Hamid Alidousti - Zia Arabshahi - Abdullah Al-Buloushi - Faisal Al-Dakhil | - Muayad Al-Haddad - Ibrahim Khalfan - Khalid Salman - Ali Zaid - Mohammed Abduljawad - Mohaisen Al-Jam'an - Shaye Al-Nafisah - Saleh Khalifa | - Malik Awab - Lee Tae-Ho - Walid Abu Al-Sel - Radwan Al-Sheikh Hassan - Farooq Abdulrahman - Adnan Al-Talyani - Fahad Khamees |

phản lưới nhà
- Shahin Bayani (trận gặp Ả Rập Saudi)
- Ibrahim Al-Rumaihi (trận gặp Kuwait)
- Mubarak Anber (trận gặp Syria)
- Issam Mahrous (trận gặp Kuwait)

## Bảng xếp hạng giải đấu
| Pos                 | Đội tuyển   | Trận | Thắng | Hoà | Thua | BT | BB | HS | Điểm |
| ------------------- | ----------- | ---- | ----- | --- | ---- | -- | -- | -- | ---- |
| 1                   | Ả Rập Xê Út | 6    | 3     | 3   | 0    | 7  | 3  | +4 | 9    |
| 2                   | Trung Quốc  | 6    | 4     | 0   | 2    | 11 | 4  | +7 | 8    |
| 3                   | Kuwait      | 6    | 2     | 2   | 2    | 5  | 4  | +1 | 6    |
| 4                   | Iran        | 6    | 2     | 4   | 0    | 8  | 3  | +5 | 8    |
| Bị loại ở vòng bảng |             |      |       |     |      |    |    |    |      |
| 5                   | Qatar       | 4    | 1     | 2   | 1    | 3  | 3  | 0  | 4    |
| 6                   | UAE         | 4    | 2     | 0   | 2    | 3  | 8  | −5 | 4    |
| 7                   | Singapore   | 4    | 1     | 1   | 2    | 3  | 4  | −1 | 3    |
| 8                   | Syria       | 4    | 1     | 1   | 2    | 3  | 5  | −2 | 3    |
| 9                   | Hàn Quốc    | 4    | 0     | 2   | 2    | 1  | 3  | −2 | 2    |
| 10                  | Ấn Độ       | 4    | 0     | 1   | 3    | 0  | 7  | −7 | 1    |